# Rüthers Bach
Rüthers Bach ist ein rund 3,4 Kilometer langer orografisch linker Nebenfluss der Hönne im Sauerland.

## Geographie

### Verlauf
Rüthers Bach entspringt im Ortsteil Bösperde der Stadt Menden (Sauerland) etwa 300 Meter südsüdwestlich der Hofstelle Riekenbrauck und nördlich der Mendener Ortsteile Ostsümmern und Platte Heide auf einer Höhe von etwa 173 m ü. NHN am westlichen Fuß des Wälkersberges.
Von hier aus fließt der Bach 200 Meter südwestlich, bevor er seine Richtung nach Nordwesten ändert. Er unterquert bei Gewässerstationierungspunkt 1.9 die Bundesstraße 515 in Bösperde. Nach etwa 560 Metern mündet rechtsseitig der Plattheider Siepen. Ab hier fließt das Gewässer fast ausschließlich in nordnordöstlicher Richtung, bis es linksseitig von der Hönne im Ortsteil Bösperde auf einer Höhe von 125 m ü. NHN aufgenommen wird.
Auf seinem 3,414 km langen Weg überwindet Rüthers Bach einen Höhenunterschied von 48 Meter, was einem Sohlgefälle von 12,0 ‰ entspricht.

### Einzugsgebiet
Das 3,797 km² große Einzugsgebiet von Rüthers Bachs liegt im Niedersauerland und wird durch ihn über die Hönne, die Ruhr und den Rhein zur Nordsee entwässert.
Es grenzt
- im Südosten an das Einzugsgebiet des Wannebachs, der in die Hönne mündet;
- im Südwesten an das des Abbabachs, der in die Ruhr mündet und
- im Westen an das des Ruhr-Zuflusses Hämmerbach.

### Zuflüsse
- Plattheider Siepen (rechts), 2,7 km, 2,13 km², 24,53 l/s